# سید علاءالدین نکوفر
سید علاءالدین نکوفر (زادهٔ ۱۲ آوریل ۱۹۶۳ در مرند)، ملی‌پوش سابق و مربی فعلی کاراته ایرانی مقیم کویت است.
وی برندهٔ مدال نقره در کاتا در بازی‌های آسیایی ۱۹۹۸ می‌باشد. این مدال تنها مدال کاتای ایران در تاریخ بازی‌های آسیایی می‌باشد.

## زندگی ورزشی
وی کاراته را زیر نظر برادر بزرگتر خود «سید جمال‌الدین نکوفر» که مربی تیم ملی ایران و ایتالیا و ابداع کننده سبک شوتوکان ادونس بود، فرا گرفت و تحت مربیگری ایشان توانست نخستین مدال تاریخ کاتا ایران در رقابت‌های بین‌المللی را در سال ۱۹۹۱ میلادی و در مسابقات کاراته قهرمانی آسیا-اقیانوسیه به دست آورد. وی از سال ۱۳۶۷ تا ۱۳۸۰ عضو تیم ملی کاراته ایران بود.

## دستاوردها
منابع:
| سال  | مسابقات                                    | محل برگزاری | رتبه     | رویداد                |
| ---- | ------------------------------------------ | ----------- | -------- | --------------------- |
| ۱۹۹۱ | مسابقات کاراته قهرمانی آسیا–اقیانوسیه ۱۹۹۱ | نیوزلند     | سوم      | کاتا انفرادی          |
| ۱۹۹۱ | جام جهانی                                  | ایتالیا     | دوم      | کاتا انفرادی          |
| ۱۹۹۲ | مسابقات کاراته قهرمانی جهان ۱۹۹۲           | اسپانیا     | چهارم    | کاتا انفرادی          |
| ۱۹۹۲ | جام بین‌المللی                              | ایتالیا     | اول      | کاتا انفرادی و کومیته |
| ۱۹۹۳ | مسابقات کاراته قهرمانی آسیا ۱۹۹۳           | تایوان      | سوم      | کاتا انفرادی          |
| ۱۹۹۳ | جام بین‌المللی                              | ترکیه       | اول      | کاتا انفرادی          |
| ۱۹۹۳ | جام بین‌المللی                              | ترکیه       | سوم      | کومیته                |
| ۱۹۹۳ | جام آزاد اروپا                             |             | اول      | کاتا انفرادی          |
| ۱۹۹۳ | جام قهرمانان                               | هلند        | چهارم    | کاتا انفرادی          |
| ۱۹۹۴ | جام بین‌المللی                              | ترکیه       | اول      | کاتا انفرادی          |
| ۱۹۹۴ | جام بین‌المللی                              | ترکیه       | اول      | کاتا تیمی             |
| ۱۹۹۴ | مسابقات کاراته قهرمانی جهان ۱۹۹۴           | مالزی       | فینالیست | کاتا انفرادی          |
| ۱۹۹۴ | بازی‌های آسیایی ۱۹۹۴                        | ژاپن        | چهارم    | کاتا انفرادی          |
| ۱۹۹۵ | مسابقات کاراته قهرمانی آسیا ۱۹۹۵           | فیلیپین     | دوم      | کاتا تیمی             |
| ۱۹۹۵ | جام بین‌المللی                              | ایتالیا     | اول      | کاتا انفرادی و کومیته |
| ۱۹۹۵ | جام بین‌المللی                              | ترکیه       | اول      | کاتا انفرادی و کومیته |
| ۱۹۹۷ | مسابقات کاراته قهرمانی آسیا ۱۹۹۷           | ماکائو      | دوم      | کاتا انفرادی          |
| ۱۹۹۷ | مسابقات کاراته قهرمانی آسیا ۱۹۹۷           | ماکائو      | دوم      | کاتا تیمی             |
| ۱۹۹۸ | بازی‌های آسیایی ۱۹۹۸                        | تایلند      | دوم      | کاتا انفرادی          |
| ۱۹۹۹ | مسابقات کاراته قهرمانی آسیا ۱۹۹۹           | سنگاپور     | دوم      | کاتا انفرادی          |